# Le bled parle
Lebledparle.com est un site d'information camerounais de type pure player créé en 2012 par Koko Aldo, un étudiant en informatique. Il est consacré à l'actualité généraliste au Cameroun et en Afrique. En janvier 2020, il est le 3ème média camerounais en ligne le plus consulté par les internautes selon les statistiques et le classement d'Alexa Rank.

## Historique
Initialement, Lebledparle.com est majoritairement consacré à la culture et l'entertainment. Sa ligne éditoriale se réoriente en 2014 lorsque le média met à contribution ses catégories généralistes notamment le sport, la politique, les débats, faits divers et surtout les opinions. Il rencontre une grande notoriété en 2018 durant les élections présidentielles. Le climat socio-politique et les tensions qui ont suivi les résultats des élections cette année là inquiètent les camerounais et les autorités. Lebledparle.com est alors régulièrement cité comme un média piloté par les forces d'opposition. C'est dans ce contexte que l'activiste Paul Chouta est arrêté. Koko Aldo révèle dans une interview que le média est souvent la cible d'attaques et de menaces.
En Janvier 2018, Lebledparle.com est plébiscité par les internautes qui le classent comme étant le deuxième média le plus apprécié des camerounais sur l'année 2017. Le journal obtient alors un award à Douala qui salue la reconnaissance d'un travail effectué depuis plusieurs années .
Dans le volume 3 de leur ouvrage intitulé New Knowledge in Information Systems and Technologies, les auteurs Alvaro Rocha, Hojjat Adeli, Luis Paulo Reise et Sandro Constazo citent l'enquête du média concernant les startups africaines qui ont innové dans le domaine de la santé en 2016 .
Dans leur essai Politique africaine N-150: Cameroun, l'Etat stationnaire, Fred Eboko et Patrick Awondo reprennent les propos d'Edith Kah Walla rapportés par Lebledparle.com.Pressentie pour faire campagne en s'unissant au MRC de Maurice Kamto et renforçant ainsi l'opposition, la jeune femme politique annonce qu'elle ne sera pas candidate.
Dans son livre Tu dois t'impliquer  paru en novembre 2019 et relatant la campagne de la présidentielle 2018 au Cameroun, l'analyste politique Claude Wilfried Ekanga cite le journal Lebledparle.com comme un journal de référence et concède dans une interview parue dans le même média apprécier la ligne éditoriale de la plateforme,.

## Affaires révélées et polémiques

### Affaire Samuel Eto'o et Maria Barranca
Le 28 novembre 2018, alors que le nom de l'ancien capitaine des lions indomptables Samuel Eto'o est encore sur toutes les lèvres concernant ses relations extraconjugales et ses relations difficiles avec la mère de son premier fils, Lebledparle.com publie un article qui va aider le joueur à redorer son image. En effet, Maria Barranca la mère d'Annie Eto'o explique n'avoir jamais eu des différends avec Samuel Eto'o.

### Les lettres de Marlène Emvoutou
Le 25 avril 2020, Marlène Emvoutou, une ancienne candidate à la présidence de la Fédération de football camerounaise et personnalité très suivie sur les réseaux sociaux attaque Koko Aldo,, un des fondateurs du média Lebledparle.com dans une série d'articles publiées sur les réseaux sociaux et communiquées à plusieurs médias. Elle estime notamment que celui-ci fait partie d'une ethnie (l'ethnie Bamileke au Cameroun) qui souhaite par tous les moyens s'attaquer à elle et arrêter son ascension professionnelle.

### Le décès de l'artiste Wes Madiko
Le 25 juin 2021, le média d'actualité annonce en exclusivité le décès de Wes Madiko un artiste camerounais jouissant d'une aura internationale. Après un moment de confusion dans la sphère médiatique, la nouvelle est finalement confirmée par la famille et l'entourage de Madiko. L'ensemble de la presse internationale sollicite alors Lebledparle.com pour avoir plus de détails concernant ce triste évènement. Tous ces éléments sont repris dans la soirée et le lendemain dans l'ensemble des médias hexagonaux et étrangers,,,.